# Vossloh G 1000 BB
A Vossloh G 1000 BB vagy MaK 1000 BB a Vossloh gyár 2002 és 2016 között Kielben gyártott, négytengelyes, nem középfülkés, dízel- hidraulikus meghajtású dízelmozdonya. A B’B’ tengelyelrendezésű mozdony legnagyobb sebessége 100 km/h.
A svájci tulajdonban lévő mozdonyok a MaK G 1204 BB-hez hasonlóan az SBB Am 842 sorozat számot kapták, a CFL tulajdonában lévő egységek pedig a CFL 1100 sorozatba kerültek.

## Tervezés és műszaki adatok
A sorozat a szabványos Vossloh mozdonyok tervezésén alapul, és a Vossloh G 800 BB nagyobb teljesítményű továbbfejlesztése, amelyet elsősorban az Osztrák Szövetségi Vasutak számára gyártottak, a G 800-asban lévő 0,8 MW (1100 LE) Caterpillar-motor helyett egy 1,1 MW (1500 LE) MTU-motorral; ennek eredményeként az első motortér megnőtt, míg a többi jellemző: a forgóváz és a teljes méret változatlan maradt.
A mozdonyokat Németországban, Franciaországban, Olaszországban és Svájcban engedélyezték.

## Üzemeltetők
A mozdonyok fő bérbeadói az Angel Trains Cargo (ma Alpha Trains) és a Vossloh Locomotives. A Mitsui Rail Capital és a Northrail szintén lízingel mozdonyokat.
Németországban több egységet a Häfen und Güterverkehr Köln és a Chemion Logistiks GmbH. üzemeltet, az Eisenbahnen und Verkehrsbetriebe Elbe-Weser (EVB) két egységet üzemeltet. Egy-egy egységet a Siegener Kreisbahn és a Managementgesellschaft für Hafen und Markt mbH (HFM) (Frankfurt) üzemeltet.
Hat egységet a Société Nationale des Chemins de Fer Luxembourgeois (CFL) üzemeltet.
Svájcban az SBB Cargo több példányt üzemeltetett a sorozatból, a BLS Cargo pedig egy egységet, ahol a mozdonyokat Am 842-es típusba sorolták. Egyetlen egység a Tamoil (Svájc) tulajdonában van és a Collombey-i olajfinomitónál üzemel.
Franciaországban a EuroCargoRail (ECR) és a Veolia Cargo France (2009 óta Europorte) egyaránt több mint 10 egységet üzemeltet, a Colas Rail pedig 2 egységet.
Az Akiem/Société de Gestion et Valorisation de Matériel de Traction 5 egységgel rendelkezik Olaszországban, amelyeket 2009 óta a Captrain Italia üzemeltet. Ezenkívül a Hupac S.p.A. (Olaszország) 3 egységet üzemeltet.
Egy egységet a Taraldsvik Maskin A/S üzemeltet Norvégiában.

## IPE G 1001
Az IPE G 1001 a Vossloh G 1000 BB futóművére épített, az olasz építőipari vállalatok igényeihez igazított mozdonytípus. A típust az olasz IPE Locomotori S.r.l. gyártotta. A 2010-es években gyártott prototípus eltér a 2020–2021-ben gyártott öt sorozatgyártott mozdonytól, mivel az nem egy új G 1000 BB-alvázat, hanem egy használt G 1000 BB-mozdonyt vett alapul.